# Harada Sanosuke
Harada Sanosuke (原田 左之助?  1840 - 6 de julio de 1868) fue un samurái japonés que vivió a finales del periodo Edo. Fungió como capitán de la décima unidad del Shinsengumi y falleció durante la Guerra Boshin.

## Contexto
Harada nació en una familia de chūgen, un grupo de guerreros de bajo rango, quienes fungían como sirvientes del dominio I-yo Matsuyama (hoy ciudad de Matsuyama (Ehime)).
Harada se entrenó en el uso de la lanza bajo la técnica Hozoin-ryu, por lo que usualmente prefería el uso de ésta en lugar de la espada en el campo de batalla.
Durante su estancia en Matsuyama, en una ocasión fue ridiculizado por uno de los sirvientes de Matsuyama quien alegó que al ser tan sólo un peón, no estaría familiarizado en la aplicación del seppuku por lo que inmediatamente sacó su espada y lo intentó, sin embargo la herida fue superficial y sobrevivió.
Después de dejar el dominio de Matsuyama, se fue a Edo y entrenó en el dojo de Kondō Isami.

## Shinsengumi
En 1863, Harada junto con Kondō y algunos otros se unieron al Roushigumi de Kiyokawa Hachirō, pero al poco tiempo Kondō y Serizawa Kamo se separaron y formaron el núcleo de lo que más tarde sería conocido como Shinsengumi.
Harada llegó a ser el capitán de la décima unidad Shinsengumi. Entrenó brevemente en un dojo manejado por Tani Sanjūrō, a quien introdujo en el Shinsengumi. En 1865, Tani se convirtió en el capitán de la séptima unidad. En Kioto, Harada contrajo nupcias con una mujer llamada Masa, con quien tuvo un hijo llamado Shigeru (茂?).
Harada gozaba de la confianza del vicealmirante Hujitaka y estuvo involucrado en muchas misiones cruciales entre ellas el asesinato de Serizawa Kamo, quien había sido originalmnete el comandante del Shinsengumi. Entre las misiones en las que también participó estuvieron el asesinato de Uchiyama Hikojirō, el "incidente de Ikedaya" y la eliminación de la facción Kōdaiji de Itō Kashitarō. Harada se convirtió en hatamoto junto con el resto de los Shinsengumi en 1867.
Harada fue acusado de asesinar al famoso Sakamoto Ryōma y aunque nunca se esclareció la naturaleza del asesinato, según la confesión de un sirviente de los Tokugawa llamado Imai Nobuo, los asesinos de Ryōma fueron hombres del Mimawarigumi (otra unidad afiliada a los Tokugawa) bajo las órdenes del hatamoto Sasaki Tadasaburō.
Harada junto con el resto de los Shinsengumi pelearon en la batalla de Toba-Fushimi y posteriormente junto con su familia dejó Kioto para trasladarse a Edo. Se unió en la vanguardia Shinsengumi a la provincia de Kai y peleó en la batalla de Kōshū-Katsunuma, en la que fueron obligados a replegarse y retirarse. Después de esta derrota tanto Harada como Nagakura dejaron el Shinsengumi después de una serie de desencuentros con Kondō y Hijikata. De acuerdo a la versión de Nakamura, Kondō buscaba que los sobrevivientes se convirtieran en sus sirvientes por lo que Harada, Nagakura y algunos otros se negaron tajantemente, uniéndose a otro grupo de sirvientes Tokugawa formando una nueva unidad, la Seiheitai. Los Seiheitai dejaron Edo poco después de la caída del Castillo Edo y se dirigieron hacia el norte, buscando unirse al combate que se desarrollaba cerca de Aizu.

## Muerte
Se cree que murió a los 28 años de edad. Después de que el Seiheitai salió de Edo, Harada, quien buscaba ver a su esposa e hijo, regresó a la ciudad. Debido a que le fue imposible salir de la ciudad se unió al Shōgitai, los cuales también estaban del lado del régimen Tokugawa. Harada peleó en la Batalla de Ueno, en la que fue herido de muerte por disparos de arma de fuego. Murió dos días después debido a las heridas en la residencia del hatamoto Jinbo Yamashiro-no-kami.

## Consecuencias
Después de su muerte se corrió el rumor de que Harada no murió en 1868 sino que sobrevivió y viajó a China, donde se convirtió en el líder de un grupo de bandidos a caballo. Existieron reportes de que un viejo japonés llegó al auxilio de la Armada Imperial Japonesa en la primera guerra sino-japonesa que aseguraba ser Harada Sanosuke. Esto fue reportado en los periódicos en 1965 pero nunca pudo confirmarse.